# یواس‌اس اینگرسول (دی‌دی-۹۹۰)
یواس‌اس اینگرسول (دی‌دی-۹۹۰) (به انگلیسی: USS Ingersoll (DD-990)) یک کشتی بود که طول آن 529 ft (161 m) waterline; 563 ft (172 m) overall بود. این کشتی در سال ۱۹۷۹ ساخته شد.